# Ricardo Sérgio Rocha Azevedo
Ricardo Sérgio Rocha Azevedo ou apenas Ricardo Rocha (Palmeira, Santo Tirso, 3 de outubro de 1978) é um ex-futebolista português. Actuava em qualquer lugar do sector defensivo, estando melhor adaptado à função de defesa central.

## Clubes
Ricardo Rocha começou a sua carreira no ARCA (Associação Recreativa e Cultural de Areias, Santo Tirso] depois passou para o FC Famalicão, em 1998/1999, antes de assinar pelo Sporting de Braga. Depois de uma temporada na equipa B, chegou ao conjunto principal em Setembro de 2000, tendo efectuado 19 jogos na sua época de estréia. Foi titular em 25 partidas na temporada seguinte, e assinou pelo Benfica no defeso de 2002. Impôs-se rapidamente no emblema lisboeta, com 52 jogos nas duas primeiras épocas, tendo ajudado o Benfica a conquistar a Taça de Portugal em 2003/04.
Na época de 2004/2005 formou uma dupla de respeito com Luisão no eixo da defesa, recuperando bem de um período em que foi preterido para alinhar em 22 jogos, numa temporada em que ajudou o Benfica a sagrar-se campeão português. Também jogou na Taça UEFA, tendo ajudado os lisboetas a conseguirem um lugar nos 16 avos-de-final da competição, antes de serem eliminados pelo PFC CSKA Moscovo, que acabaria por vencer o troféu.
Em 2007 foi contratado pelo Tottenham, clube do qual foi dispensado em Junho de 2009.
No início da época 2009/2010 foi anunciada a sua contratação pelo Standard de Liège, do campeonato belga.
Em janeiro de 2010 foi contratado pelo clube inglês Portsmouth.

## Selecção
Surgiu em dois particulares pela selecção portuguesa, com a Escócia e Itália, em 2002/03, mas, para além destas chamadas, não mais vestiu a camisola das quinas, até que foi convocado por Luís Filipe Scolari para os jogos de apuramento para o euro 2008.

## Títulos
Benfica
- Taça de Portugal - 2003–04
- Primeira Liga - 2004–05
- Supertaça de Portugal - 2004–05